# Tabi

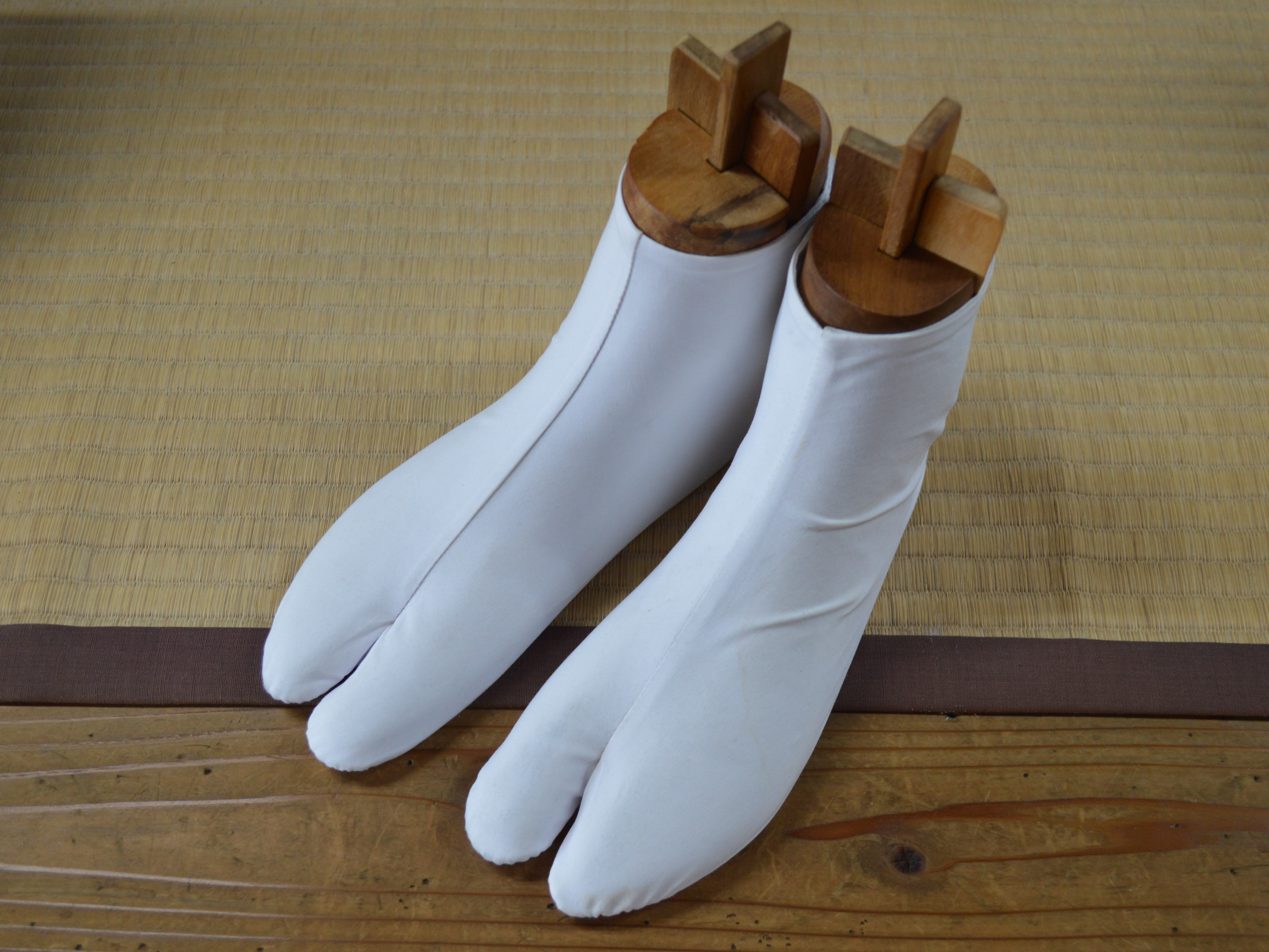
Tabi

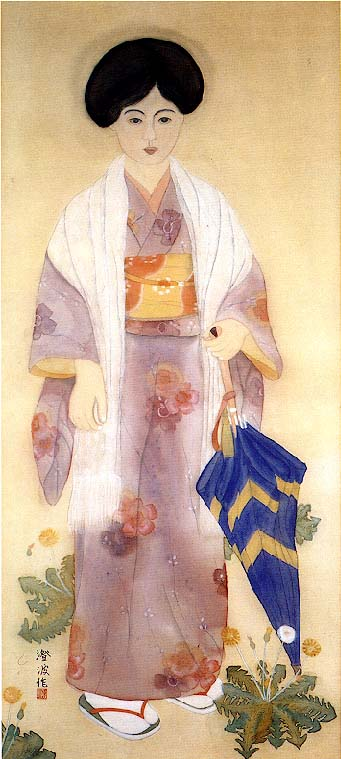
Dona de començaments de l'Era Shōwa.

Els tabi (en japonès, 足袋; literalment 'butxaca de peu') són mitjons tradicionals japonesos que usen indistintament homes i dones amb el zōri, Geta o un altre tipus de sabates tradicionals.
Originalment es referia a una sabata de cuir, que podia estar feta d'una sola (単 ) de pell d'animal (皮).  A mesura que el calçat al Japó es va desenvolupar, també ho va fer el sentit de tabi. El sentit modern d'un mitjó amb la punta dividida va sorgir com a mínim a finals del Període Kamakura, cap a finals del segle XIII, principis del segle XIV.    Tanmateix, el sentit de la sabata de cuir encara s'utilitzava el 1603, com ho demostra l'entrada pertinent al Nippo Jisho (日葡辞書, literalment el "Diccionari japonès-portuguès") o Vocabulario da Lingoa de Iapam (Vocabulário da Língua do Japão en portuguès modern; "Vocabulari de la llengua del Japó" en anglès), un diccionari japonès-portuguès compilat per missioners jesuïtes i publicat a Nagasaki, el 1603. Amb 32.293 entrades de paraules japoneses amb explicacions en portuguès, va ser el primer diccionari de japonès a una llengua europea. La publicació original utilitza exclusivament l'alfabet llatí, sense caràcters japonesos (és a dir, kanji o kana).
Són comunament utilitzats amb els kimono i generalment de color blanc. Els homes usaven també el color negre o blau.
Els treballadors de la construcció, pagesos, jardiners, etc. utilitzen un altre tipus de tabi anomenats Jika tabi (地下足袋, lit. Tabi que toca el terra), els quals són fets de materials més resistents i en general amb soles toves.